# عبد الله بن الفضل الأنطاكي
المطران عبد الله بن الفضل بن عبد الله الأنطاكي كان مترجمًا وعالمًا لاهوتيًا عربيًا أرثوذكسيًا نشط في أنطاكية في منتصف القرن الحادي عشر، عاش في الدولة العباسية، على الحدود مع الحكم البيزنطي. وكان مسؤولًا عن عدد كبير من الترجمات الآبائية، فضلًا عن الأعمال اللاهوتية والفلسفية الأصلية.

## الحياة والعمل
لا يُعرف الكثير عن حياته، باستثناء ما يمكن استخلاصه من مخطوطات نصوصه. كان شماسًا وحفيدًا لأسقف يُدعى أيضًا عبد الله. تلقى تعليمًا ممتازًا في كل من اللغتين العربية واليونانية إذ كان على اتصال بأكبر دارين علميتين، حيث درس قواعد اللغة العربية على يد الشاعر أبو العلاء المعري نفسه، وكان من أصدقائه، وقد درسنصوص آباء الكنيسة على يد معلم مجهول الهوية يُدعى سمعان، قد يكون عربيًّا أيضًا. وقد كلفه العديد من الشخصيات الإسلامية المرموقة في أنطاكية والمدن المجاورة في الأراضي الإسلامية بإنجاز العديد من أعماله وترجماته. فقام بترجمة كتاب الأماكن المشتركة [الإنجليزية]، وكتب العديد من الأعمال التي تتناول القضايا اللاهوتية والفلسفية.
كان العمل الأكثر تأثيرًا لابن الفضل هو ترجمة المزامير وقراءات الأناجيل والرسائل إلى اللغة العربية والتي ظلت مستخدمة في مجموعة متنوعة من المجتمعات المسيحية الناطقة بالعربية حتى العصر الحديث، وكانت ترجماته هي الأبرز. وقد استُخدمت مزاميره في أول كتاب مطبوع باللغة العربية، وهو كتاب صلاة السواعي، واعتُمد في الدراسات الجامعية.
ومن الناحية الفكرية، يمكن النظر إليه باعتباره نقطة التقاء بين الهيلينية البيزنطية مع الهيلينية العربية.

## الأعمال
1. كتاب المنفعة
2. كلام في اللاهوت
3. كتاب بهجة المؤمن
4. شرح الأمانة المستقيمة وبنات غلطة اليعقوبة والنسطور على سبيل الإيجار
5. مسائل وأجوبة حول التثليث والاتحاد

## قراءة إضافية
- تريجر، ألكسندر. "عبد الله بن الفضل الأنطاكي". في العلاقات المسيحية الإسلامية: تاريخ ببليوغرافي ، المجلد. 3، المحرر ديفيد توماس، وباربرا روجيما، وأليكس ماليت، 89-113. ليدن: بريل، 2011. أكاديميا.edu
- روبرتس، ألكسندر م. العقل والوحي في أنطاكية البيزنطية: برنامج الترجمة المسيحية لعبد الله بن الفضل . أوكلاند: مطبعة جامعة كاليفورنيا، 2020.(ردمك 9780520343498)رقم ISBN 9780520343498